# 超人：明日之人的命运
《超人：明日之人的命运》是一部1986年由DC漫画公司出版的美国漫画故事，主角是超级英雄超人。由英国作家阿兰·摩尔在超人长期编辑朱略斯·施瓦兹的帮助下撰写，故事分为两部分出版，从《超人》#423开始到《动作漫画》#583结束，均于1986年9月出版。
这一故事是当时的艺术家柯特·斯旺(Curt Swan)为超人系列做出的最后重要贡献之一，这个故事是一个虚构的故事，讲述了白银时代超人的最后一个故事及其悠久的历史，无限地球危机事件之后整个系列重新启动。在书中，摩尔希望他的情节能够纪念这个角色的悠久历史，并作为他的神话的完整结局。故事设定在超人最后一次露面10年后的框架，露易丝·莱恩向《星球日报》的记者讲述了超人职业生涯结束的故事。她的故事包括他的敌人对超人的无数次暴力袭击，他的秘密身份克拉克·肯特的暴露以及与他最亲近的朋友的死亡。
本系列被认为是超人的最佳故事之一，评论家和观众经常将其选为有史以来最令人难忘的漫画之一。它被用作如何结束漫画人物的长期连续性的示例。这个故事的遗产因类似的故事而流传下来，作为对它的致敬。这个标题是对超人作为明日之人这一昵称的引用，后来又被用在另一部超人漫画书系列的标题中。
在DC多元宇宙中，这个故事发生在地球-423上（参考超人 #423，故事开始的漫画）。

## 背景
《动作漫画》#1于1938年4月由National Allied Publications（后更名为 DC Comics）出版，标志着杰里·西格尔和乔·舒斯特创作的超人角色首次出版。这部漫画很快就大获成功，其编辑很快意识到这是因为角色的受欢迎程度导致的。在当时史无前例的举措中，National Allied Publications 推出了第二本漫画书《超人》，专门介绍了这个受欢迎的角色。
在接下来的几十年出版中，超人作为一个角色经历了重大变化，引入了新角色并改变了他的历史。尽管这个角色被认为与以往一样，但到1960年代初期，关于他的出身的细节存在相互矛盾的情况，包括他曾在哪里担任记者，以及他被认为属于两个不同的原创英雄团队，分别是美国正义协会和美国正义联盟的正式成员，后者包括许多英雄，他们取代了正义协会的原作。这一冲突在《闪电侠》#123的一期“两个世界的闪电侠”中得到了解决。这个故事介绍了DC多元宇宙，提出了黄金时代的这些原始英雄来自地球2，而当代英雄来自地球1的想法。这创造了无数个世界，在这些世界上可能发生任何数量的相互冲突的故事。这解决了当时超人历史上的诸多矛盾。
然而，据说是因为多元宇宙太复杂了。DC Comics 希望他们的漫画有更多读者，并决定通过摆脱多元宇宙来减轻新读者的困惑。他们将在1985年的12期限量系列《无限地球危机》中实现这一目标。 DC决定，通过该系列，他们可以重新启动许多角色的历史，包括超人，从而产生了为该角色的最后一个不连续故事的想法。

## 创作过程
随着无限地球危机的结束，从1960年代开始的白银时代的连载结束了。从1986年10月到12月，所有常规的超人漫画书都没有出版，以允许出版限量系列《钢铁之躯》，这将重新启动超人的连载。即将离任的编辑朱利叶斯·施瓦茨 (Julius Schwartz)决定“假装”他的超人和动作漫画的最后两期是实际的最后两期。
最初，施瓦茨希望超人的共同创作者杰里·西格尔来编写这个故事，以此来结束这个角色；但是，由于法律限制，西格尔无法这样做。因此，在一次会议上，施瓦茨请英国作家阿兰·摩尔担任这个最终故事的作者，他一直在广泛地创作沼泽怪人的角色。摩尔仔细研究了超人的广泛历史，并创建了一个路线图来完成故事和角色。为了描绘这个故事，施瓦茨选择了权威的超人艺术家柯特·斯旺，自1948年《超人》第51期以来，他一直在各种出版物中描绘这个角色。

## 情节
这个故事最初发表于《超人》#423和《动作漫画》#583（均为1986年9月）。故事的前半部分发表在《超人》中，被称为漫画的“历史性最后一期”，因为它被重新命名为《超人历险记》 #424。

### 第一部分：超人#423
记者提姆·科瑞采访了露易丝·莱恩——她嫁给了一个名叫乔丹·艾略特的男人——关于超人最后几天的故事，因为她是他十年前失踪前最后一个见到他的人。露易丝解释说，在超人的四个最危险的敌人变得不活跃之后，一段相对和平的时期随之而来。布莱尼亚克已经损坏得无法修复， 莱克斯·卢瑟失踪了，寄生魔和泰拉牛仔互相残杀。超人无人可敌，一心致力于太空研究。探险归来后，超人发现大都会被比扎罗，直到那时他都是一个善意的人，被赋予了一种相反的思想，导致他执行与他的意图相反的事情。当超人要求解释时，比扎罗透露了他成为“完美的不完美复制品”的计划：既然超人是拯救生命的超级英雄，比扎罗将成为杀人的恶棍；由于超人的家乡氪星被意外摧毁，他还是婴儿时来到地球，比扎罗自己摧毁了比扎罗世界，成年后来到地球；由于超人还活着，比扎罗用一块蓝色氪石自杀了。
那时，克拉克·肯特已经不再是《星球日报》的记者，而是和拉娜·朗一起成为了一名新闻主播。玩具人和恶作剧大王利用这一发展在电视直播中揭露了超人的秘密身份：两人派出自动玩具攻击设施，并通过直接命中暴露了肯特的刀枪不入和制服。恶作剧大王通过其中一个玩具进行交流，揭示了他们的参与，并且他们通过他的儿时朋友皮特罗斯发现了肯特的身份，他们折磨并杀害了他。超人跟踪广播的无线电波并找到他们的位置。在罗斯的葬礼上，超人表达了他对三个以前只是讨厌鬼的对手变成杀人犯的担忧，并担心他的凶残敌人可能会以更坏的方式再次出现。当超人放弃克拉克·肯特的身份时，莱克斯·卢瑟在北极荒地寻找布莱尼亚克的遗骸，希望对他进行研究。布莱尼亚克的机器人头骨在被挖出后被发现是有知觉的，它在精神上和身体上都控制了卢瑟。卢瑟-布莱尼亚克混合体计划对超人进行报复，他建造了一艘新船并亲自与超人战斗，在途中还绑架了氪石人一同前往。
在从金属人军队的袭击中拯救星球日报的工作人员后，超人为了他们的安全将露易丝、拉娜、吉米·奥尔森、佩里·怀特和他的妻子爱丽丝带到了他的孤独堡垒。超人的狗克里普托从外太空返回加入了他们。就在这时，超级英雄军团从30世纪来访，伴随着女超人，超人看到他的表妹还活着感到震惊，因为她最近在他的时代去世了，尽管当女超人想知道这个时代自己的情况，但是时间旅行的法则不允许同一个人的多个版本占据同一时期。军团给了超人一份礼物，一个他自己拿着幻影区投影仪的小雕像，超人担心军团会在这个特定的日子拜访他，是在他死前表达最后的敬意。

### 第二部分：动作漫画#583
第二天早上，超人的恐惧开始成为现实：来自未来的超级恶棍军团说。根据传说，超人今天将面对他最大的敌人，并将自此不复存在。卢瑟-布莱尼亚克混合体在要塞周围建立了一个力场，以防止其他英雄（包括蝙蝠侠、神奇女侠、惊奇队长等）进行干扰。在随后的战斗中，吉米和拉娜使用要塞奖杯陈列室中的神器获得超能力，并在对峙中帮助超人。拉娜制服了氪石人，吉米成功关闭了力场发生器；然而力场神秘地保持完好无损。卢瑟暂时克服了布莱尼亚克的影响并请求 拉娜杀了他；她顺从了，扭断了他的脖子。超级恶棍军团杀死了拉娜，而布莱尼亚克控制着卢瑟的尸体并谋杀了吉米。对堡垒的一次新攻击打破了它的墙壁，让氪石人冲了进去。克里普托被氪星人伏击并杀死，氪星人在这个过程中死于辐射中毒。超人发现拉娜的死后勃然大怒，超级恶棍军团害怕的逃回他们自己的时代。
当卢瑟的身体进入僵硬状态时布莱尼亚克功能停止，超人意识到并非他所有的宿敌都已被清算，最后一个是捣蛋鬼，他是这些离奇事件的幕后黑手。捣蛋鬼出现了，摆脱了他作为一个“有趣的小男人”的外表，并揭示了在数百年的恶作剧之后，他变得无聊并开始了他不朽生命中的一个新的邪恶阶段。超人和露易丝逃跑时，他们突然意识到超人收到的雕像的重要性，超人用幻影区投影仪威胁捣蛋鬼。捣蛋鬼惊慌失措，倒着念出自己的名字，这让他回到了第五维度；与此同时，超人启动了投影仪，将捣蛋鬼发送到幻影区。捣蛋鬼在维度之间被撕成两半死去。超人为打破自己的杀戮守则而忏悔，自愿进入一个装有金氪石样本的房间，这会永久剥夺了他的超能力，随后他通过暗道离开并消失在北极。虽然从未找到超人的尸体，但各方都认为这位无能为力的英雄死于寒冷。
科瑞结束采访离开后，露易丝和乔丹的儿子乔纳森玩着一块煤，这对夫妇评论说乔丹多么喜欢正常的生活，暗示乔丹真的是被剥夺了超能力的超人。当乔纳森将煤炭挤成钻石时，乔丹向读者眨了眨眼，因为他和露易斯继续“从此过上幸福的生活”，并且他似乎并未失去超能力，甚至将之遗传给了自己的儿子。

## 合集
这个故事最初于1997年以平装本的形式再版。2006年，DC从市场上撤下了最初的平装本，并将其与《蝙蝠侠：致命笑话》一起插入到修订版的《穿越宇宙：阿兰·摩尔的故事》（现更名为DC宇宙：阿兰·摩尔的故事）中。该文集最初印刷时省略了故事开头的介绍文章，但后来该文集印刷时更正了这一点。
2009 年，DC Comics再次以独立精装本的形式重新发行了这个故事。新版本收集了原始故事以及阿兰·摩尔编写的额外超人材料：Superman Annual #11（以经典故事“ For the Man Who Has Everything ”为特色）和DC Comics Presents #85，其中包括超人与沼泽怪物。2009年版的封面是Brian Bolland在柯特·斯旺和墨菲·安德森的动作漫画#583 封面之后绘制的。此版本于2020年12月重新发行，采用与97年原始系列相同的封面设计，基于超人#423的封面。中文版则由世界图书出版公司于2019年7月出版
·超人：明日之人的命运（平装本，47 页，1997 年，DC，ISBN 1-56389-315-0）

·DC 宇宙：阿兰·摩尔的故事（平装本，2006 年， Titan ISBN 1-84576-257-6 DC ISBN 1-4012-0927-0）

·超人：明日之人的命运，豪华版，精装本。2009年7月8日发布

·超人：明日之人的命运，豪华版，精装本，2020 年，DC ISBN 1779504896）

·超人：明日之人的命运，精装本，世界图书出版公司，2019年7月，ISBN 978-7-5192-6206-8

## 影响
《超人：明日之人的命运》被认为是 DC漫画史上最令人难忘的时刻之一，也是最令人难忘的“虚构故事”之一。超人和克里普托的死亡被认为是漫画史上最精彩的时刻，而该情节通常被摩尔认为是最好的情节之一。
这个故事通常被正面看待。博客“Girls Gone Geek”将这个故事描述为“时而感人，时而萦绕心头，时而有趣”和“一本很棒的读物，无论你是铁杆粉丝还是只了解超人基础知识的休闲玩家”和“摩尔达到的辛酸程度在历史上是罕见的——因为媒体通常不允许它达到”。用户在“漫画书资源”网站上的公开投票将其评为有史以来第 25 位最佳漫画故事情节。
许多在故事结束后与该角色合作的超人作家都将其列为超人历史上他们的最爱。J. Michael Straczynski声称如果他的余生只能写一个角色，那就是超人，称这个故事是有史以来最伟大的超人故事。斯科特·斯奈德 (Scott Snyder)也声称这个故事是他最喜欢的故事之一，而乔治·佩雷斯 (George Pérez)则声称，虽然他只是故事中的涂墨者，但这是他职业生涯中最美好的时刻之一。

## 其他出场
在超人/蝙蝠侠漫画系列中，来自未来时间线的年长超人穿着与超人在Kingdom Come中穿的相同服装出现。2005年，在超人/蝙蝠侠“绝对力量”故事情节的最后时刻，在Metron的介入下，未来的超人设法改变了时间流，并由此成为乔丹·艾略特，准备从此过上幸福的生活。